# Chaabi Bank
 (janvier 2019).
Chaabi Bank (« Banque Chaabi »), dont la raison sociale est Banque Chaabi du Maroc  (BCDM), est une banque de détail de droit français, fondée en 1972. Elle est la filiale française du groupe bancaire marocain Banque populaire.

## Historique
BCDM avait pour première vocation d’accompagner la bancarisation des premières générations de migrants Marocains installés en France et en Belgique. Depuis 1972, le travail effectué et la prise en compte des attentes d'une nouvelle clientèle née en Europe ont permis à l'entreprise de développer une expertise spécifique. En 1977, la BCDM établit une succursale en Belgique et plus tard en 1994, quatre agences sont sous gestion. L'agence avenue Kléber à Paris ouvre en 1993.
En 2007, la BCDM obtient un passeport européen et s’étend d'abord en France, puis en Espagne, Italie, Belgique, Allemagne, Pays-Bas et pour finir au Royaume-Uni. Le 12 juin 2010, Chaabi Bank cible les pays non-francophones et adopte la dénomination commerciale de "Chaabi Bank",. 
BCDM travaille avec des institutions financières espagnoles depuis 2004. En juillet 2011, Chaabi Bank ouvre sa 4e agence en Espagne et annonce un plan d'expansion nationale. En juin 2011, Chaabi Bank propose en France le premier compte courant compatible avec la charia, six mois après cette proposition, 1.500 clients souscrivent à cette offre. En 2016, elle est la première banque marocaine à s'établir dans les Îles Canaries. Chaabi Bank développe son expertise pour une clientèle plus large. Elle cible également d’autres marchés en développant des synergies avec des filiales du Groupe en Afrique.
La Banque Chaabi du Maroc est actuellement dirigée par Hafid Kamal. 